# 데미야선

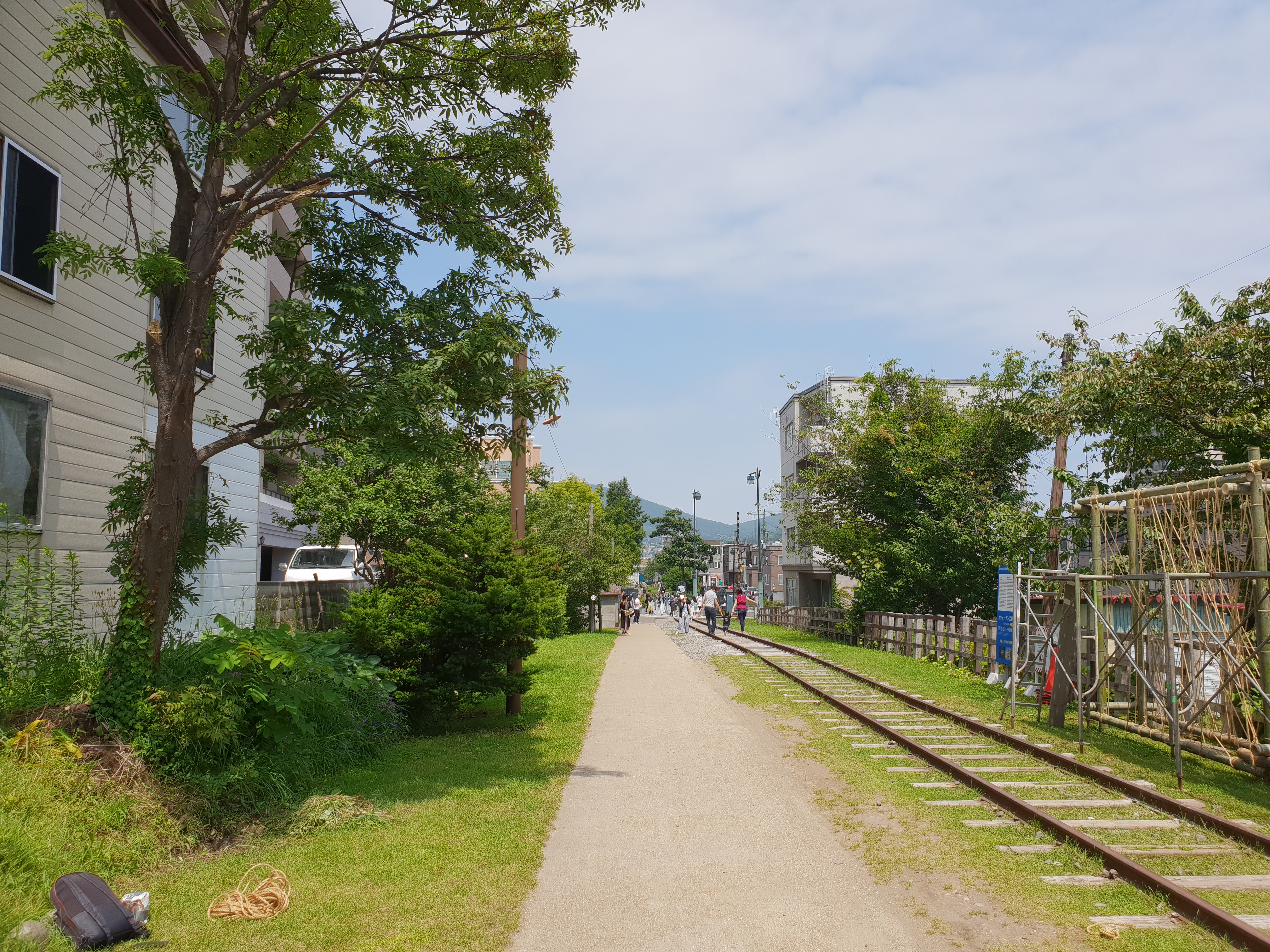
구 테미야선 (2018년)

데미야선(일본어: 手宮線)은 일본 홋카이도 오타루시에 있는 철도 노선이다. 미나미오타루역과 테미야역을 연결하는 협궤노선이었다. 테미야선은 19세기 후반에 석탄과 수산물을 운반하기 위해 만들어졌으나, 1985년에 폐선됐다.
테미야선은 홋카이도 최초의 철도인 호로나이 철도의 일부로 건설됐으며, 1880년에 운행을 시작했다.